# Tarbolton
Tarbolton est un village du South Ayrshire en Écosse.

## Géographie
Le village est situé à 11 km au nord-nord-est de Ayr et à 11 km au sud-ouest de Kilmarnock et à 8 km à l'ouest de Mauchline.

## Personnes célèbres
- Kris Boyd
- Jimmy Hay
- Jai McDowall
- Ian McLauchlan
- Alexander Peden